# Dorijan Maršič
Dorijan Maršič, slovenski obramboslovec , 27. september 1962, Koper, Slovenija.

## Življenjepis
Maršič je dosegel naziv univerzitetnega diplomiranega obramboslovca na Fakulteti za družbene vede v Ljubljani. 
Med letoma 1990 in 1995 je bil sekretar občinskega sekretariata za obrambo oz. član Izvršnega sveta Občine Koper, nato pa je bil solastnik družbe Protokol d.o.o. in direktor Radio Capris (1992-97), direktor JZ Gasilske brigade Koper in predstavnik RS v NATO – EADRCC –Euroatlantic Disaster Response Coordination Centre / Center za koordinacijo humanitarne pomoči, Bruselj (1997-2000), poslanec državnega zbora RS Državni zbor Republike Slovenije (2000-2004), direktor UP Študentski domovi in v.d. glavnega tajnika Univerze na Primorskem (2005-2007), generalni sekretar LDS (2007-2010), direktor ITF - ustanove za krepitev človekove varnosti (2010-2014) in Guverner Zveze Lions Klubov Slovenije - Lions Distrikta 129 Slovenije (2011-2012). Od oktobra 2014 do maja 2019 je bil  direktor UIP d.o.o. Univerzitetnega razvojnega centra in inkubatorja Primorske. Od junija 2019 je direktor Inkubatorja d.o.o. Sežana. 
Publikacije:
-	Požar v podjetju DAR v Kopru (Ujma, 2000)
-	Sodelovanje Slovenije v vaji Trans-Carpathia 2000 (Ujma, 2000)
-	Democratic Control of Armed Forces in the Republic of Slovenia (zbornik DECAF: The Role of Parliament, Media and Academia – Belgrade Centre for Human Rights and Federal College for Security Sector, Beograd 2001)
-	Javna predstavitev mnenj: Slovenija pred vrhunskim zasedanjem zveze NATO v Pragi (Državni zbor, April 2002)
-	Parliamentary Oversight of  the Security Sector – Handbook (Geneva Centre for DECAF and IPU, Geneva 2003)
-	Dedicated Mine Action in South-Eastern Europe (Zbornik Victory in Europe and the Road Ahead, The Winchester Group UK, 2005)
-	Dorijan Maršič, Iztok Hočevar: ITF: A Look at the Past, Present and Future of Mine Action, Journal of Mine Action 2005, James Madison University
-	Dorijan Maršič: Regional Approach and Cooperation Towards Mine Contamination Issues in Different Regions (Book of Papers; The 10th International Symposium “Humanitarian Demining 2013”, Šibenik, Croatia, April 2013)
-	Dorijan Maršič: The Transition From Humanitarian Demining To Human Security Projects – Threat Or Opportunity (Book of Papers; 11th International Symposium and Equipment Exhibition MINE ACTION 2014 – Zadar, Croatia
- Dorijan Maršič: ITF Enhancing Human Security Develops New Strategic Goals  (Journal of Conventional Weapons Destruction, November 2014)
Priznanja
- leta 1991 in 2004 je prejel zlato plaketo Združenja slovenskih častnikov, 
- od Ministra za obrambo leta 1995 Bronasto medaljo Slovenske vojske, 
- od poveljnika CZ RS leta 1996 zlati znak civilne zaščite, 
- leta 2003 zlato plaketo Civilne zaščite za življenjsko delo na področju zaščite in reševanja 
- leta 2009 priznanje Društva TIGR
- leta 2012 plaketo ministra za obrambo Bolgarije 
- leta 2012 od Mednarodnega predsednika Lions Clubs international Wing Kun Tama Certificate of Appreciation ter medaljo Presidential Award. 
- leta 2013 od Mednarodnega predsednika Lions Clubs international Wayne Maddena medaljo Presidential Award
- leta 2015 Priznanje Primorske gospodarske zbornice za razvoj podjetništva v regiji
- leta 2018 od Mednarodnega predsednika Lions Clubs International Naresha Aggarwala medaljo Presidential Medal 
- leta 2019 od Mednarodne predsednice Lions Clubs International Gudrun Yngvadottir medaljo Presidential Medal 
- Za slovenski del svetovne kampanje za prepoved protipehotnih min Posodi svojo nogo je bil izbran za ime tedna na Valu 202 ter Osebnost Primorske za mesec april 2012
- leta 2024 od predsednika vlade RS dr. Roberta Goloba je prejel Zlato plaketo Civilne obrambe. 